# قرش بونديشيري
قرش بونديشيري (الاسم العلمي Carcharhinus hemiodon)، نوع نادر للغاية من جنس القرش الترابي وينتمي إلى فصيلة البنبكيات. رمادي اللون، صغير القد مكتنز الجسم، طوله لا يتعدى 1 م (3.3 قدم) وله خطم مدبب طويل.
أعطانه منطقة المحيط الهادي الهندي من خليج عمان إلى غينيا الجديدة. ومن المعروف أنه يدخل المياه العذبة. حاليا، هناك مشاهدات معروفة له منذ 1980 في أنهار سريلانكا. العينات المتاحة لدراسة أقل من 20 عينة.